# Joaquim Videira
Joaquim Filipe Ferreira dos Santos Videira (* 12. ledna 1984 Viseu, Portugalsko) je bývalý portugalský sportovní šermíř, který se specializoval na šerm kordem. Portugalsko reprezentoval v prvních letech nového tisíciletí. Na olympijských hrách startoval v roce 2008 v soutěži jednotlivců, ve kterém vypadl v úvodním kole. V roce 2006 obsadil v soutěži jednotlivců na mistrovství světa druhé místo.